# SEOBOK/ソボク
『SEOBOK/ソボク』（朝: 서복）は、2021年4月15日に公開された韓国のSF映画。日本では、同年7月16日に公開された。2012年の『建築学概論』以来となる、イ・ヨンジュの8年ぶりの監督作で、脚本も自身が手がけている。製作費は160億ウォン。配給はCJエンターテインメント。出演は、コン・ユ、パク・ボゴム、チョ・ウジン、チャン・ヨンナム、パク・ビョンウン、他。

## 概要
題名の「ソボク」は、作中に登場するクローン人間の名前で、古代中国の人物である徐福から名づけられている。徐福は、秦の始皇帝の命を受け、不老の霊薬を求め渡海したと伝わっている。この映画は、徐福の伝説をモチーフに、不死身のクローン人間と死を目前にした男の物語を描く。

## あらすじ
人類初のクローン人間ソボク（パク・ボゴム）を極秘で移送する任務を引き受けた元国家情報院要員ミン・ギホン（コン・ユ）は、ソボクを奪おうとする勢力から逃れる中、予期せぬ事態に巻き込まれることになる。

## 出演
※括弧内は日本語吹替
- ミン・ギホン（민기헌）：コン・ユ（諏訪部順一）
元情報局要員。不治の病に苦しんでいる。
- ソボク（서복）：パク・ボゴム（小林千晃）
人類初のクローン人間。
- アン部長（안부장）：チョ・ウジン（片山公輔）
情報局要員。ギホンの元上司。
- イム・セウン（임세은）：チャン・ヨンナム（朝鮮語版）（夏目あり沙）
ソイン研究所の責任研究員。ソボクを誕生させた張本人であり、ソボクの成長過程を最も近くで見守る人物。
- シン・ハクソン（신학선）：パク・ビョンウン（関口雄吾）
ソイングループの代表理事。ソイン研究所の研究員。
- キム・チョノ（김천오）：キム・ジェゴン（朝鮮語版）
ソイングループの会長。
- ホ課長（허과장）：ヨン・ジェウク（朝鮮語版）
- ペ局長（배국장）：キム・ホンパ（朝鮮語版）
- ユン・ヒョンス（윤현수）：イ・オンジョン（朝鮮語版）
ギホンの同期。

## スケジュール
- 2019年5月にクランクイン、撮影は主に全羅北道全州市にある全州映画総合撮影所で行われた[8]。
- 2019年6月中盤から8月初めにかけては統営市でロケ撮影を行った。
- 2019年10月、6カ月近くの撮影を終え、クランクアップ。
- 2020年10月27日、オンラインでの制作発表会が行われた（新型コロナウィルスの影響）。兵役で入隊中のパク・ボゴムは事前に撮影した映像で参加した[9][10]。
- 2020年12月7日、配給社のCJエンターテインメントが新型コロナウィルスの影響で、予定していた12月の公開日を暫定的に延期する旨を発表[11]。
- 2021年3月3日、CJエンターテインメントが公開日を同年4月15日とし、新型コロナウィルスの影響に伴うコンテンツに対するニーズの急変を受けたプラットフォーム拡大のため、映画館に加えてオンライン動画配信サービス（OTT）TVINGでも同時放映する旨が発表された[12]。